# همر إتش 2
همر إتش 2 هي سيارة رياضية متعددة الأغراض كبيرة الحجم تم تسويقها من قبل شركة جنرال موتورز تحت العلامة التجارية هامر.
همر إتش Hummer H2 هي سيارة دفع رباعي كبيرة تم تسويقها بواسطة همر وتم بناؤها في مرفق إي إم جنرال، بموجب عقد من جنرال موتورز من 2002 إلى 2009، وقد استندت إلى جي أم تي 820 شيفروليه 2500 إتش دي المعدلة في الأمام و1500 إطار في الخلف. تم تقديم نسخة شاحنة بيك آب بأربعة أبواب مع باب متوسط يفتح الجزء الداخلي للمركبة على صندوق الشحن الخارجي لعام 2005 باسم إتش 2 (شاحنة رياضية متعددة الأغراض).

## نظرة عامة
أطلقت شركة همر سيارة إتش 2 لأول مرة عام 2002 كسيارة اختبارية في المعارض العالمية للسيارت، حيث لاقت استحسان الجميع، ولهذا فقد قررت همر بدء تصنيع هذه السيارة الكبيرة في عام 2003، لتكون بذلك أول سيارة من همر تباع بأعداد كبيرة وبأسعار مناسبة حيث بإمكان الكثيرين شرائها. زودت هذه السيارة بمحركين جبارين هما 6.0 لتر مكون من ثمانية اسطوانات على شكل حرف V يولد قوة تصل من 315 إلى 325 حصان ومحرك 6.2 لتر يولد قوة تصل إلى 393 حصان مرتبط بعلبة تروس أوتوماتيكية من 4 سرعات.
هامر إتش 2
في عامي 2001 و2002، سمحت جنرال موتورز للصحفيين بفحص الإصدارات المبكرة من همر إتش 2، والتي كانت لا تزال قيد التطوير في ذلك الوقت.
تم بناء إتش 2 بواسطة جنرال إي إم بموجب عقد مع جنرال موتورز في مصنع التجميع العسكري العام إي إم في ميشاواكا، إنديانا.

## المحركات
- (2002-2003) محرك فورتك 6000 \ 6 لتر كيو 4 (366 بوصة) ڤي 8

- 316 حصان (236 كيلوواط، 320 حصان) عند 5200 دورة في الدقيقة
- 0-60 مرة: 10.9 ثانية
- (2004-2007) محرك فورتك 6000 \ 6 لتر كيو 4 (366 بوصة) ڤي 8

- 325 حصان (242 كيلوواط، 330 حصان) عند 5200 دورة في الدقيقة
- 0-60 مرة: 10.7 ثانية
- (2008-2009) محرك فورتيك 6200 6.2 لتر إل 92 - ڤي 8

- 393 حصان (293 كيلوواط، 398 حصان) عند 5700 دورة في الدقيقة

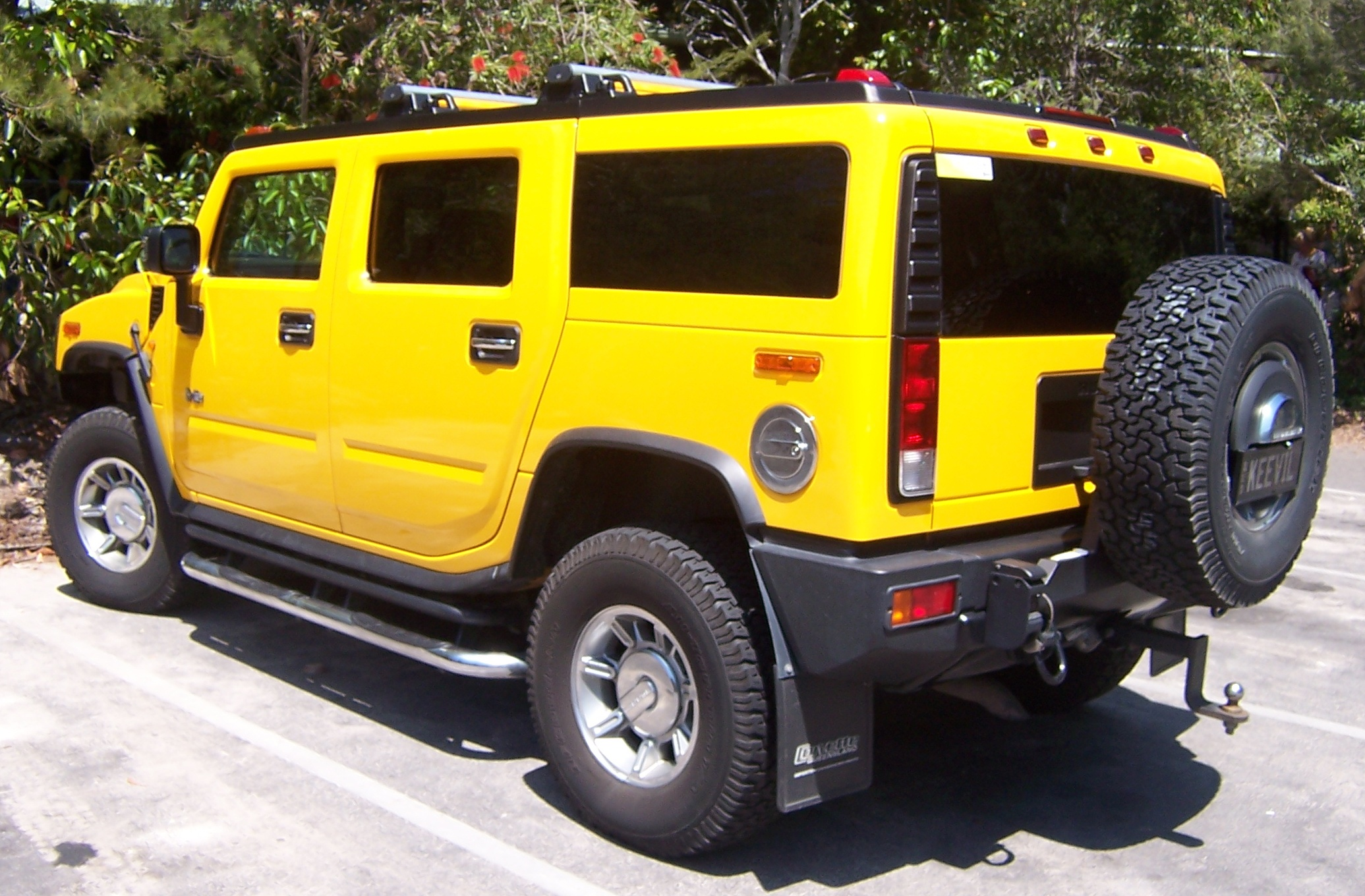
همر إتش 2 (دفع رباعي)

- 0-60 مرة: 9.1 ثانية

## الميزات

### أساسي
تشمل الميزات القياسية تكييف الهواء مع أدوات تحكم مناخية ثلاثية المناطق، وعجلة قيادة مائلة مغلفة بالجلد مع أدوات تحكم لاسلكية، ونظام تثبيت السرعة، وتنجيد جلدي، ومقاعد أمامية وخلفية مدفأة، ومقاعد أمامية كهربائية بثماني اتجاهات، ونظام ذاكرة مزدوج، ونظام صوت ممتاز من بوز، مشغل أقراص مضغوطة / كاسيت واحد ولاحقاً في عام 2004، مبدل أقراص مضغوطة مكون من 6 أقراص، ثم في عام 2008، مشغل أقراص مضغوطة واحد مزود بقدرة إم بي 3، ومقبس إدخال إضافي ومشغل دي في دي، ومؤشر درجة الحرارة الخارجية، والبوصلة، وأدوات التحكم في الراديو الخلفية، تعليق قضيب التواء أمامي مستقل، تعليق خلفي بلفائف بلفائف خماسية مصمم خصيصاً لطراز إتش 2، إطارات كبيرة الحجم مزودة بعجلات هامر، أداة فتح باب المرآب الشاملة وتشغيل المحرك عن بُعد في (2008-2009).

### اختياري
تشتمل خيارات إتش 2 على تعليق خلفي قابل للتعديل (مضمن في حزمة أدفاندور)، وفتحة سقف كهربائية واسعة، وكاميرا للرؤية الخلفية، ونظام ترفيه دي في دي، ونظام ملاحة، وسلم، وشبكات مخصصة، وقضبان عتبات جانبية، وضاغط هواء مع مجموعة مساعدة على الطريق، وعجلات كروم مقاس 20 بوصة (تختلف قليلاً عن عجلات المخزون).

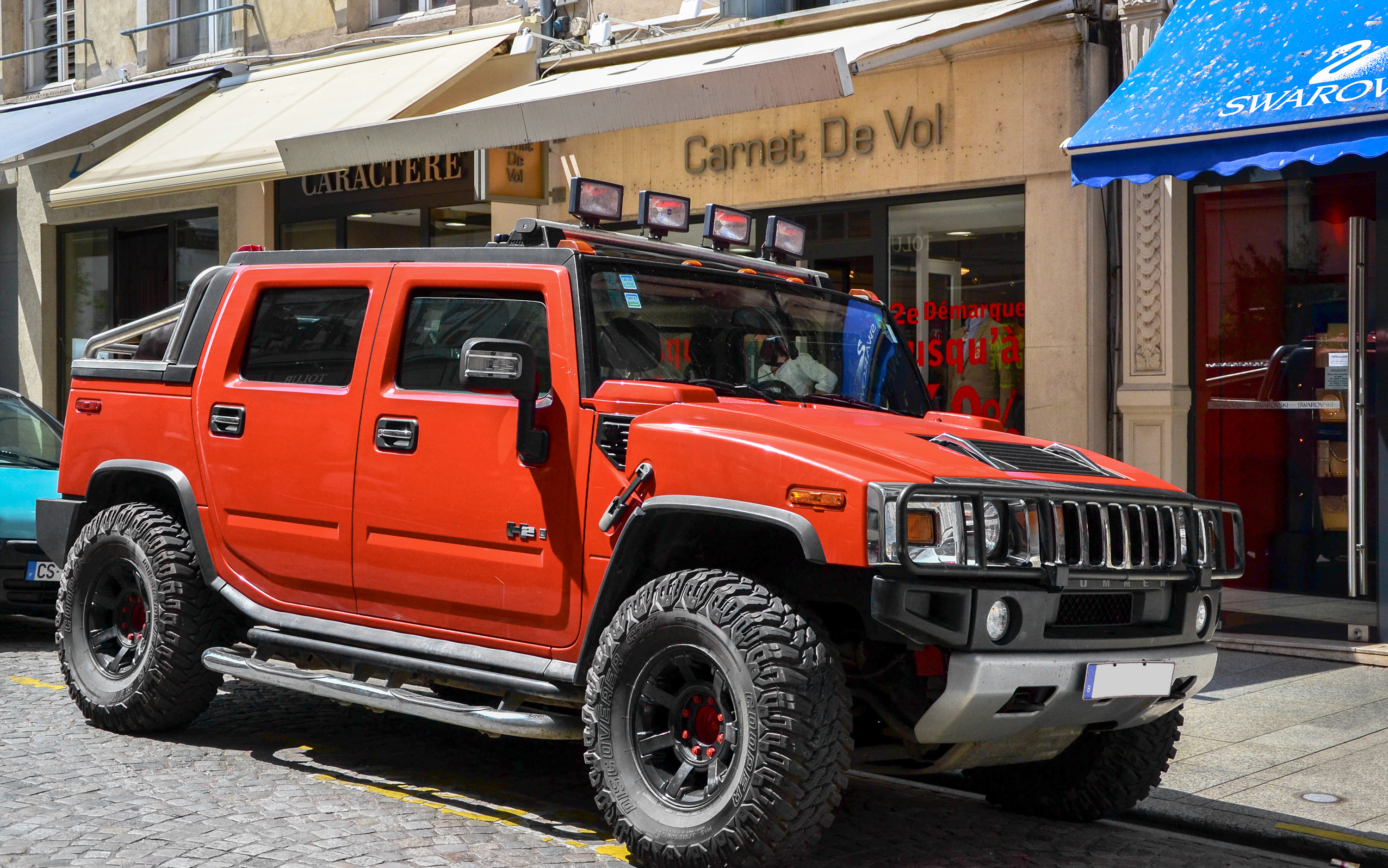
شاحنة هامر إتش 2 الرياضية متعددة الأغراض (معدلة)

## تحديثات عام 2008
لعام 2008، تلقى همر إتش 2 وإتش 2 سي يو تي تحديثاً. بينما لم يتغير إلى حد كبير من الخارج، تم إعادة تصميم التصميمات الداخلية إتش 2 وإتش 2 سي يو تي. وشمل ذلك مجموعة عدادات جديدة مع مقاييس محسّنة ومركز معلومات السائق (دي آي سي)، وعجلة قيادة جديدة مغلفة بالجلد، وثلاثة أجهزة راديو جديدة مع نظام صوتي فاخر من بوز ومدخلات صوتية إضافية (بما في ذلك راديو ملاحة جي بي أس بشاشة تعمل باللمس مع دي في دي صوت وفيديو التشغيل أثناء التواجد في المنتزه، وقدرات إكس إم ناف ترافيك)، ونظام ترفيه دي في دي جديد للمقاعد الخلفية، وإمكانيات اتصال بدون استخدام اليدين بتقنية البلوتوث، وتنشيط صوتي محسّن، وأجهزة أون ستار جديدة مع أزرار تم نقلها من مرآة الرؤية الخلفية إلى وحدة التحكم العلوية، ولوحة القيادة السفلية - راديو مُثبَّت، وأدوات تحكم مناخية جديدة مزدوجة المنطقة، وعناصر تحكم جديدة في نظام صوت المقعد الخلفي، ومقبض تحكم جديد مُثبَّت على لوحة العدادات لنظام 4X4 ليحل محل أزرار التحكم القديمة، وألواح الزخرفة الداخلية المصنوعة من الألومنيوم المصقول، وخيارات ألوان داخلية جديدة، ومحرك بعيد متاح  ابدأ وساعة تناظرية مثبتة على لوحة القيادة المركزية.
أيضاً في عام 2008، حل محرك بنزين جديد بقوة 393 حصانا و6.2 لتر ڤي 8 محل المحرك القديم 325 حصاناً، و 6.0 لتر ڤي 8 بنزين، مع ناقل حركة أوتوماتيكي جديد من ست سرعات "6L80-E" حل محل "4L65-E" القديم الأربعة - وحدة تلقائية للسرعة.
أطلقت هامر إصدار خاص محدود من الكروم الأسود لعام 2009 يتميز بلون طلاء جديد، سيدونا ميتاليك.
تحتوي جميع إصدارات كروم أسود أيضاً على مقصورة سيدونا، ولمسات من الكروم الأسود بدلاً من الكروم القياسي، وعجلات فريدة من الكروم الأسود مقاس 20 بوصة. في البداية كان هناك 1000-1300 إصدار من الكروم الأسود.  ومع ذلك، نظراً لإيقاف الإنتاج في منتصف العام، تم إنتاج 6 منها فقط، ولم يتم إتاحتها للجمهور.

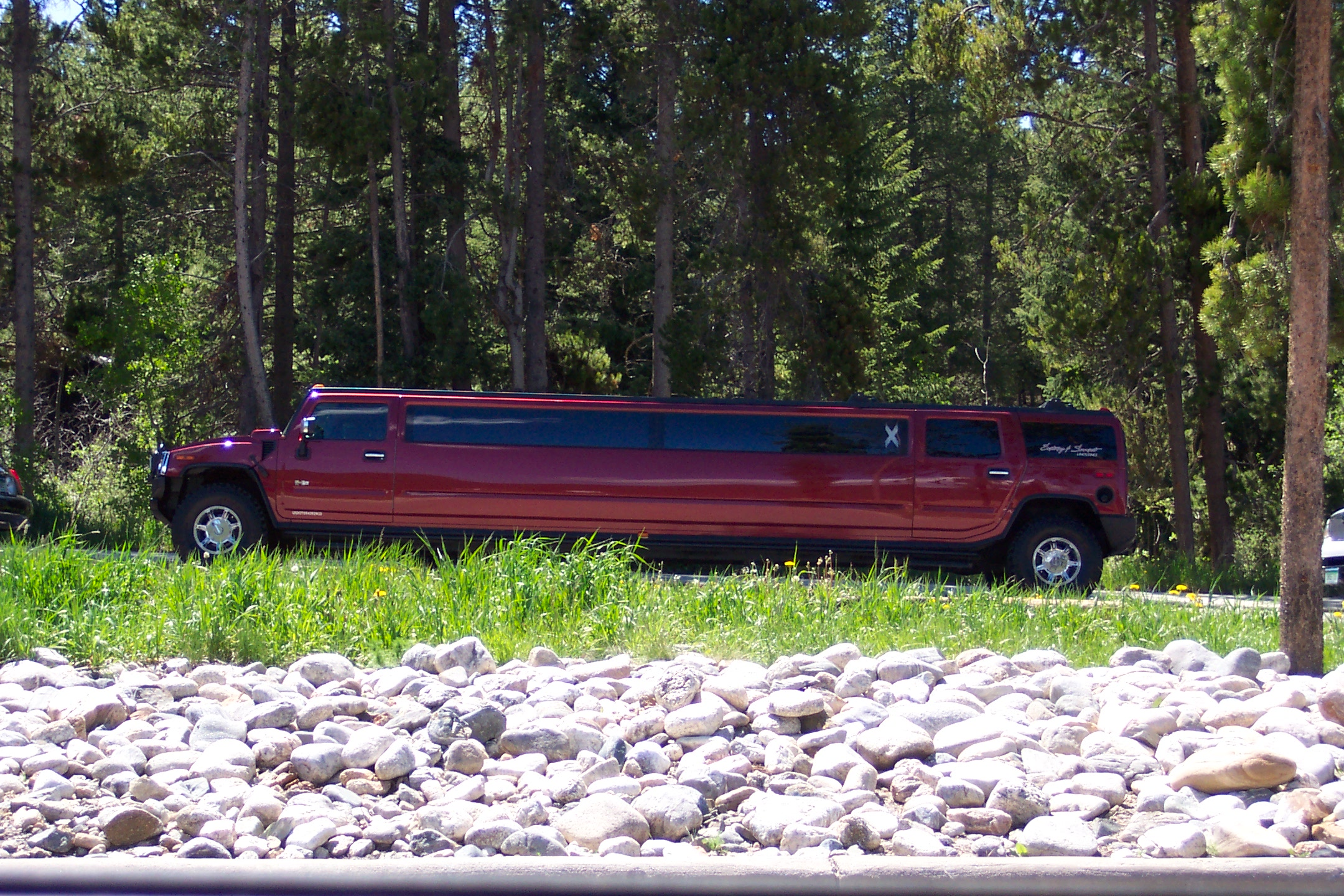
همر اتش 2 ليموزين

## اقتصاد الوقود
جنرال موتورز غير مطالبة بتقديم تقييمات رسمية لاقتصاد الوقود لـإتش 2 نظراً لتصنيف الوزن الإجمالي للمركبة الثقيلة.
قبل عام 2011، قامت وكالة حماية البيئة الأمريكية بإعفاء المركبات التي يبلغ معدل وزنها الإجمالي الإجمالي 3500 رطل (3900 كجم) من معايير واختبار الاقتصاد في استهلاك الوقود.

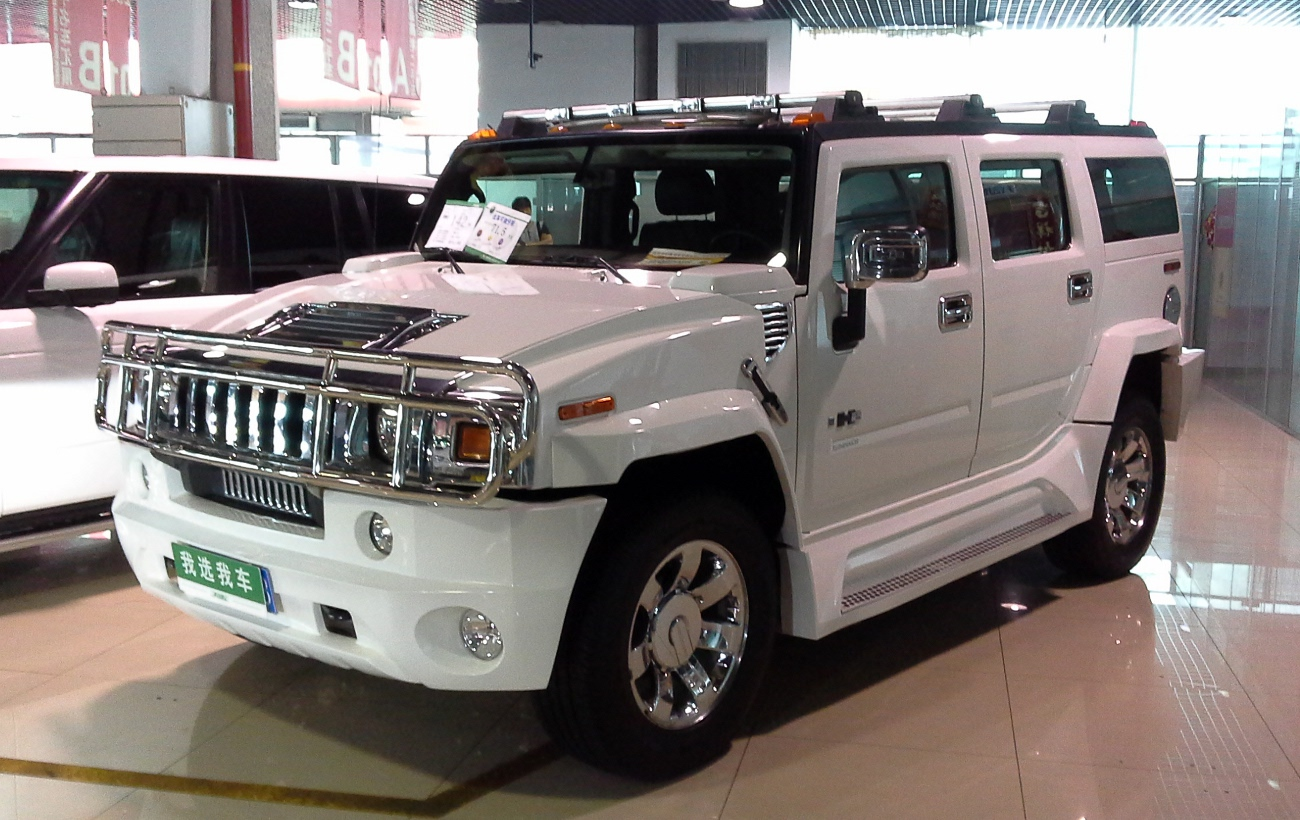
همر اتش 2 (2014) في الصين

| الناشر          | ماتحطات                                                                                     |
| --------------- | ------------------------------------------------------------------------------------------- |
| موتور ترند      | 10 ميلا في الغالون ‑ الولايات المتحدة (24 لتر / 100 كم؛ 12 ميلا في الغالون) / 4.3 كم / لتر  |
| سيارة وسائق     | 10 ميلا في الغالون ‑ الولايات المتحدة (24 لتر / 100 كم؛ 12 ميلا في الغالون) / 4.3 كم / لتر  |
| about.com       | 09 ميلا في الغالون ‑ الولايات المتحدة (26 لتر / 100 كم؛ 11 ميلا في الغالون) / 3.8 كم / لتر  |
| إدموند          | 9.2 ميلا في الغالون ‑ الولايات المتحدة (26 لتر / 100 كم؛ 11 ميلا في الغالون) / 3.9 كم / لتر |
| أربع عجلات ويلر | 10.8ميلا في الغالون ‑ الولايات المتحدة (22 لتر / 100 كم؛ 13 ميلا في الغالون) / 4.6 كم / لتر |

## المزايا الضريبية في الولايات المتحدة
بموجب قانون ضريبة الدخل في الولايات المتحدة، يمكن خصم تكلفة المركبات التي يزيد إجمالي وزنها الإجمالي السنوي عن 6000 جنيه (2700 كجم) من أشكال الدخل المحددة. تم سن هذا الخصم قبل عقود من الزمن لمساعدة العاملين لحسابهم الخاص في شراء سيارة للاستخدام التجاري.
كان الهدف من الوزن الأدنى للحد من الخصم للشاحنات التجارية. لسنوات عديدة، ظل الخصم أقل من متوسط تكلفة السيارة الجديدة، حيث كانت الشاحنات الكبيرة غير مكلفة نسبياً. نظراً لأنه يمثل انخفاضاً في الدخل الخاضع للضريبة، فإن القيمة الفعلية لهذا الخصم تبلغ في المتوسط 30٪ من سعر السيارة المعنية.
ومع ذلك، فإن الشعبية المتزايدة لهذه المركبات التجارية في أواخر التسعينيات وأوائل القرن الحادي والعشرين دفعت متوسط سعرها إلى ما يقرب من ضعف متوسط تكلفة سيارة الركاب. واستجابةً لذلك، زاد قانون الضرائب لعام 2002 هذا «القسم 179 من خصم الإهلاك» إلى 75000 دولار أمريكي، وارتفع مرة أخرى إلى 102000 دولار أمريكي للسنة الضريبية 2004.
هذا هو أكثر من ثلاثة أضعاف متوسط التكلفة الحالية لسيارة ركاب في الولايات المتحدة ويغطي عدداً كبيراً من الموديلات الفاخرة، بما في ذلك همر إتش 2. في أواخر عام 2006، تم تخفيض الخصم مرة أخرى إلى 25000 دولار أمريكي للمركبات التي يتراوح إجمالي وزنها الإجمالي بين 6000 و14000 رطل (2700 و6400 كجم).

## المبيعات
| العام   | مبيعات أمريكا |
| ------- | ------------- |
| 2002    | 18,861        |
| 2003    | 34,529        |
| 2004    | 29,898        |
| 2005    | 33,140        |
| 2006    | 17,472        |
| 2007    | 12,431        |
| 2008    | 6,095         |
| 2009    | 1,513         |
| المجموع | 153,026       |

## روابط خارجية
وسائل الإعلام المتعلقة بهمر إتش 2 في ويكيبيديا كومنز

## انظر ايضاً
- همر
- همر إتش 1
- همر إتش 3
- همر إتش إكس
- هامفي
- ايه ام جنرال
- النمر